# Kościół Najświętszej Maryi Panny Królowej Polski w Świniarach
Kościół Najświętszej Maryi Panny Królowej Polski w Świniarach – murowany kościół parafialny (rzymskokatolicki) zlokalizowany w Świniarach (gmina Kłecko).

## Historia
Neorenesansową świątynię wzniesiono w 1901 lub 1909, jako kościół ewangelicki. Pozostawał nim do zakończenia II wojny światowej. W 1957 obiekt przejął kościół katolicki, a konsekracji dokonano 10 czerwca 1968. Wtedy też przyjęto obecne wezwanie i erygowano parafię.

## Architektura
Świątynia dwunawowa, murowana, otynkowana, wzniesiona na planie prostokąta, z nieco węższym i niższym prezbiterium. Przy kruchcie dzwonnica z dwiema tarczami zegarowymi. Wieńczy ją sygnaturka zwieńczona żelaznym krzyżem. Wewnątrz dwa ołtarze: Najświętszej Maryi Panny Królowej Polski (prezbiterium) i z obrazem Najświętszej Maryi Panny (nawa boczna).
Obok kościoła stoi kaplica przedpogrzebowa i krzyż misyjny z datami 1974 i 1996.

## Galeria

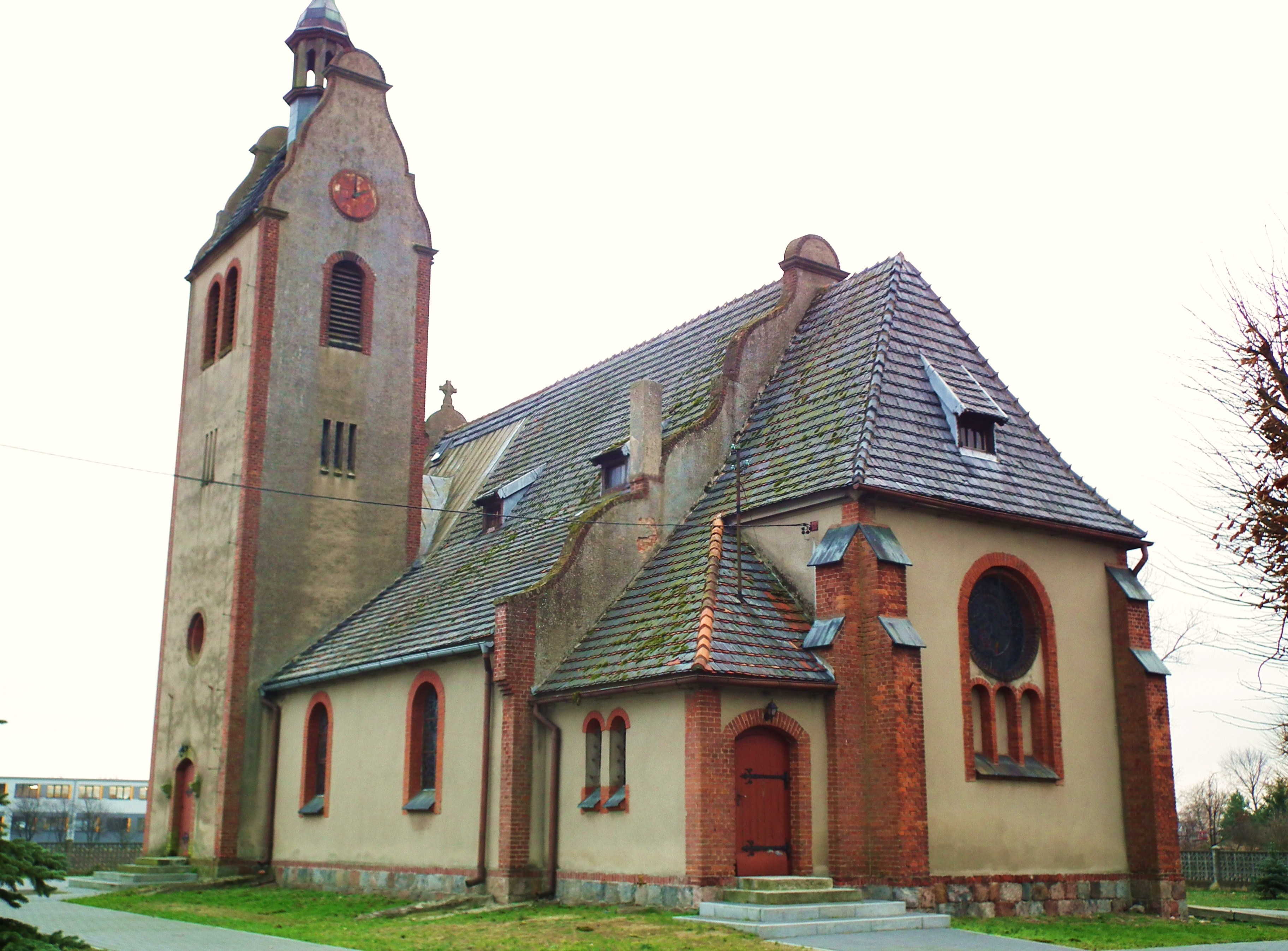
Prezbiterium
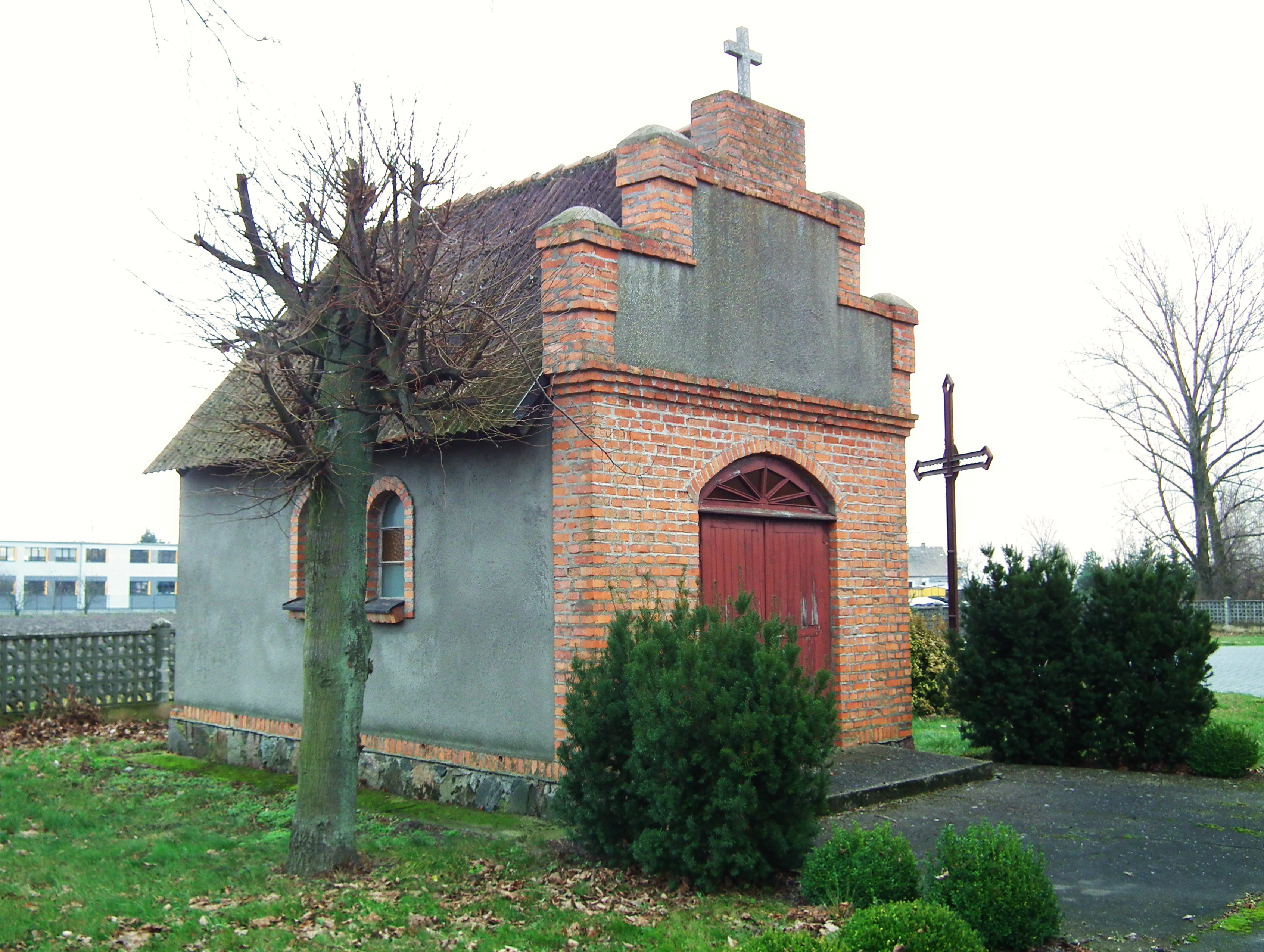
Kaplica
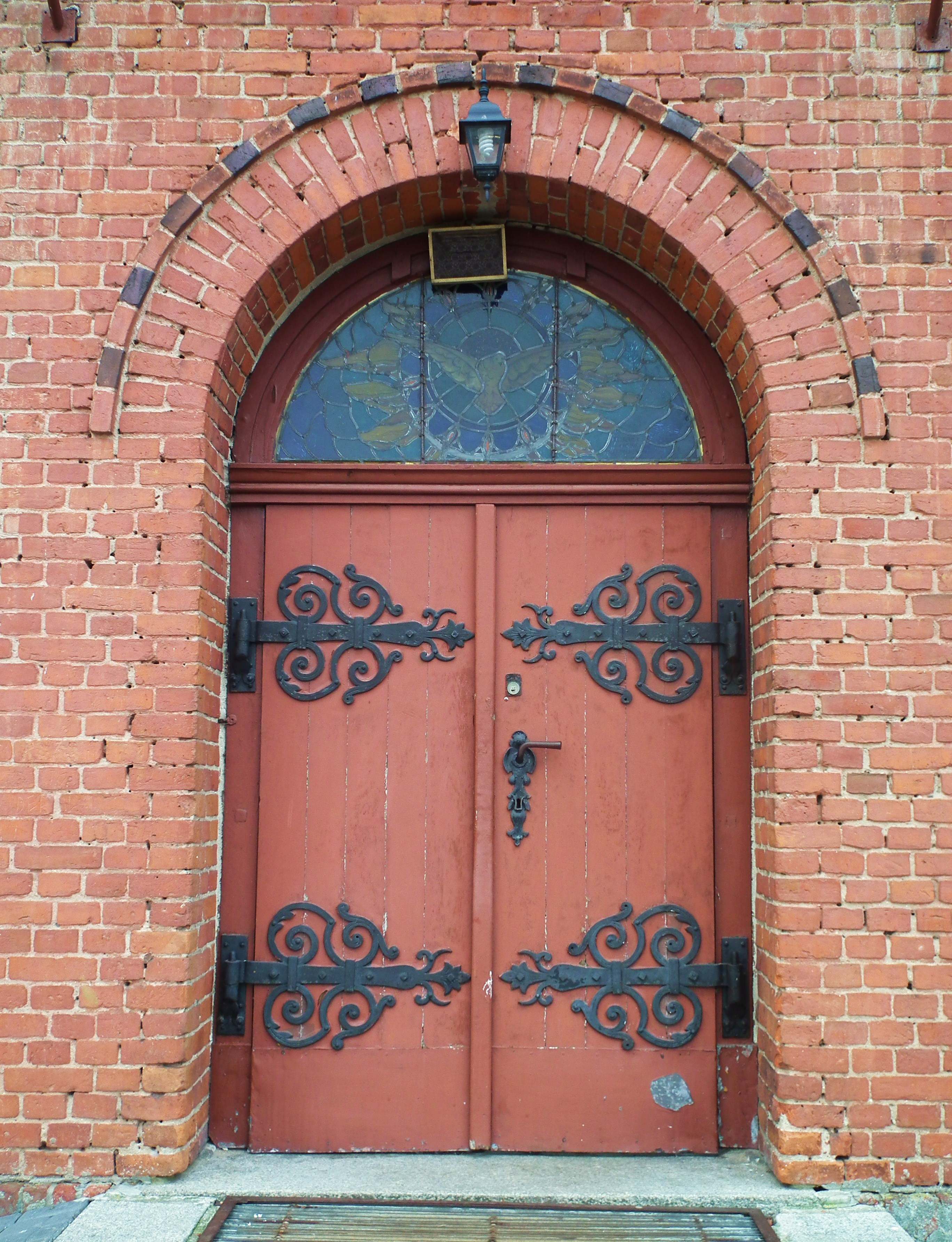
Detal drzwi